# Resolutie 1939 Veiligheidsraad Verenigde Naties
Resolutie 1939 van de Veiligheidsraad van de Verenigde Naties werd op 15 september 2010 unaniem aangenomen door de VN-Veiligheidsraad, en verlengde op vraag van het land zelf en voor een laatste keer de VN-missie in Nepal, met vier maanden.

## Achtergrond
Toen de Communistische Partij van Nepal, of de maoïsten, in 1996 uitgesloten werd, nam ze de wapens op tegen de autoritaire monarchie die Nepal toen was, met als doel de stichting van een volksrepubliek. Dit conflict duurde tot 2006 en kostte zo'n 13.000 levens. In november 2006 werd een vredesakkoord gesloten en op vraag van Nepal werd in januari 2007 de VN-Missie in Nepal opgericht om op de uitvoering ervan toe te zien. Eind 2007 besloot het Nepalese parlement de monarchie af te schaffen en werd het land een republiek.

## Inhoud
De Veiligheidsraad bevestigde dat Nepal verantwoordelijk was voor de uitvoering van het in 2006 gesloten vredesakkoord en de daaropvolgende akkoorden tussen de overheid en de maoïsten. De Raad erkende ook de wens van de Nepalezen voor het herstel van de vrede en democratie en het belang van het vredesakkoord hiervoor. Ook werd opgemerkt dat de afkondiging van de nieuwe democratische grondwet werd uitgesteld tot 28 mei 2011. Verder was er bezorgdheid om de stijgende spanningen in Nepal. Beide partijen werden opgeroepen hun geschillen vreedzaam op te lossen. Het op 13 september 2010 bereikte akkoord werd hierbij opgemerkt. Op 14 september vroegen de overheid en de maoïsten dat het mandaat van de UNMIN-missie nog eenmaal zou worden verlengd.
De Veiligheidsraad besloot om op die vraag in te gaan en UNMIN te verlengen tot 15 januari 2011. Ook besloot hij dat het UNMIN-mandaat die dag zou eindigen en dat UNMIN Nepal vervolgens zou verlaten. De Nepalese overheid en de maoïsten werden opgeroepen zowel het akkoord van 13 september als het actieplan voor de integratie en rehabilitatie van maoïstische militairen ten uitvoer te brengen. Alle Nepalese politieke partijen werden ook opgeroepen het vredesproces voort te zetten en hiertoe te blijven samenwerken. Ze werden ook gevraagd om te zorgen voor de veiligheid en bewegingsvrijheid van UNMIN-personeel.

## Verwante resoluties
- Resolutie 1909 Veiligheidsraad Verenigde Naties
- Resolutie 1921 Veiligheidsraad Verenigde Naties

Lijst ·  1908 ·  1909 ·  1910 ·  1911 ·  1912 ·  1913 ·  1914 ·  1915 ·  1916 ·  1917 ·  1918 ·  1919 ·  1920 ·  1921 ·  1922 ·  1923 ·  1924 ·  1925 ·  1926 ·  1927 ·  1928 ·  1929 ·  1930 ·  1931 ·  1932 ·  1933 ·  1934 ·  1935 ·  1936 ·  1937 ·  1938 ·  1939 ·  1940 ·  1941 ·  1942 ·  1943 ·  1944 ·  1945 ·  1946 ·  1947 ·  1948 ·  1949 ·  1950 ·  1951 ·  1952 ·  1953 ·  1954 ·  1955 ·  1956 ·  1957 ·  1958 ·  1959 ·  1960 ·  1961 ·  1962 ·  1963 ·  1964 ·  1965 ·  1966